# Copa del Rey de hockey patines 2011
La Copa del Rey de hockey patines 2011 fue la sexagésima octava edición de la Copa del Rey de este deporte. La sede única fue la ciudad de Blanes y los encuentros se disputaron en la recién inaugurada Ciudad Deportiva de Blanes.
Se disputó entre los 8 mejores equipos de la OK Liga 2010-11 en la primera vuelta de la liga, según el sorteo efectuado el 18 de enero de 2011.
Los partidos se jugaron entre el 24 de febrero y el 27 de febrero de 2011.
El campeón de esta edición fue el FC Barcelona, que consiguió su decimoctavo título de copa.

## Equipos participantes
- Club d'Esports Vendrell
- FC Barcelona
- Reus Deportiu
- HC Liceo
- CP Vic
- Blanes HCF
- CE Noia
- CP Vilanova

## Resultados
|  | Cuartos de final   | Cuartos de final   |               |               | Semifinales   | Semifinales   |  |              | Final         | Final         |  |
|  | 24 y 25 de febrero | 24 y 25 de febrero |               |               | 26 de febrero | 26 de febrero |  |              | 27 de febrero | 27 de febrero |  |
|  |                    |                    |               |               |               |               |  |              |               |               |  |
|  |                    |                    |               |               |               |               |  |              |               |               |  |
|  | FC Barcelona       | 6                  |               |               |               |               |  |              |               |               |  |
|  | FC Barcelona       | 6                  |               |               |               |               |  |              |               |               |  |
|  | CP Vilanova        | 1                  |               |               |               |               |  |              |               |               |  |
|  | CP Vilanova        | 1                  |               | FC Barcelona  | 4             |               |  |              |               |               |  |
|  |                    |                    |               | FC Barcelona  | 4             |               |  |              |               |               |  |
|  |                    |                    | HC Liceo      | 1             |               |               |  |              |               |               |  |
|  | HC Liceo           | 3                  | HC Liceo      | 1             |               |               |  |              |               |               |  |
|  | HC Liceo           | 3                  |               |               |               |               |  |              |               |               |  |
|  | Blanes HCF         | 2                  |               |               |               |               |  |              |               |               |  |
|  | Blanes HCF         | 2                  |               |               |               |               |  | FC Barcelona | 4             |               |  |
|  |                    |                    |               |               |               |               |  | FC Barcelona | 4             |               |  |
|  |                    |                    | Reus Deportiu | 2             |               |               |  |              |               |               |  |
|  | Reus Deportiu      | 6                  | Reus Deportiu | 2             |               |               |  |              |               |               |  |
|  | Reus Deportiu      | 6                  |               |               |               |               |  |              |               |               |  |
|  | CE Noia            | 3                  |               |               |               |               |  |              |               |               |  |
|  | CE Noia            | 3                  |               | Reus Deportiu | 5             |               |  |              |               |               |  |
|  |                    |                    |               | Reus Deportiu | 5             |               |  |              |               |               |  |
|  |                    |                    | CP Vic        | 4             |               |               |  |              |               |               |  |
|  | CP Vic             | 3                  | CP Vic        | 4             |               |               |  |              |               |               |  |
|  | CP Vic             | 3                  |               |               |               |               |  |              |               |               |  |
|  | CE Vendrell        | 2                  |               |               |               |               |  |              |               |               |  |
|  | CE Vendrell        | 2                  |               |               |               |               |  |              |               |               |  |
|  |                    |                    |               |               |               |               |  |              |               |               |  |

## Final
| Fecha                                | Hora  | Partido      | Partido | Partido       |
| ------------------------------------ | ----- | ------------ | ------- | ------------- |
| 27 de febrero                        | 15:30 | FC Barcelona | 4-2     | Reus Deportiu |
| Pabellón: Ciudad Deportiva de Blanes |       |              |         |               |